# Tole (woreda)
Pour les articles homonymes, voir Tole.
Tole (en oromo : Tolee) est un woreda du centre de l'Éthiopie situé dans la zone Sud-Ouest Shewa de la région Oromia. Ce district a 62 895 habitants en 2007, son centre administratif est Banitu.
Banitu se trouve environ 80 km au sud-ouest d'Addis-Abeba à près de 2 200 m d'altitude,,.
Entouré dans la zone Sud-Ouest Shewa par Ilu, Sebeta Hawas, Kersana Malima, Seden Sodo et Becho, Tole devient limitrophe de la zone spéciale Oromia-Finfinnee lors du transfert de Sebeta Hawas dans cette nouvelle zone.
Le recensement national de 2007 fait état pour ce woreda d'une population de 62 895 habitants dont 5 % de citadins qui sont les 2 895 habitants de Banitu.
La plupart des habitants (98 %) sont orthodoxes.
En 2022, sa population est estimée à 89 883 personnes avec une densité de population de 214 personnes par km2 et 421 km2 de superficie.